# Vriesea modesta
Vriesea modesta är en gräsväxtart som beskrevs av Carl Christian Mez. Vriesea modesta ingår i släktet Vriesea och familjen Bromeliaceae. Inga underarter finns listade i Catalogue of Life.